# アコンカグア
アコンカグア（Aconcagua）は、アンデス山脈にある南米最高峰の山である。標高6960.8 m。またアジア州以外、南半球での最高峰でもある。アルゼンチンとチリとの国境付近のアルゼンチン側にある。
初登頂は、1897年1月14日、スイス人ガイドのマティアス・ツールブリッゲンによるものである。日本人の初登頂は1953年1月26日、早稲田大学遠征隊によるもの。

## 登頂ルート
- 北西面ルート（ノーマルルート）
- 北東面ルート（ポーランドルート）
- 南壁ルート

毎年3500人以上が入山する。およそ80 %がノーマルルートを登り、15 %がポーランド・トラバースルート（北東面から途中でノーマルルートに移る）を登る。この2つのルートは氷壁登攀等の高度な登山技術が必要とされないため、難易度は低いとされている。ただし高度順応が上手くいかなかったり、ビエント・ブランコ（白い嵐）と呼ばれるアンデス地方特有の悪天候に見舞われると行動困難に陥るため、実際の登頂成功率は入山者の3割ほどとされている。
南壁を登るルートは技術的に難しい。

## 登頂歴
- 1897年1月14日 -（世界初登頂）マティアス・ツールブリッゲン（スイス）
- 1897年2月13日 - ステュアート・バインズ（イギリス）、ニコラ・ランティ（イタリア）
- 1928年3月5日 - ジェームズ・ラムジー・ウルマン（アメリカ合衆国）
- 1934年3月8日 -（アルゼンチン人初登頂）ニコラス・プランタムラ
- 1951年12月31日 - ハンス・ウルリッヒ・ルーデル（西ドイツ）
- 1953年1月26日 -（日本人初登頂）早稲田大学遠征隊
- 1967年2月 -（南壁フランスルート第二登）日本山岳会東海支部アンデス学術遠征隊隊
- 1968年2月5日 - 植村直己[4]
- 1981年8月17日 -（南壁フランスルート冬期単独初登頂）長谷川恒男
- 1988年3月 -（登頂後マウンテンバイクによる滑降）九里徳泰
- 2007年11月26日 -（87歳での史上最高齢登頂）スコット・ルイス
- 2013年12月24日 -（9歳での史上最年少登頂）タイラー・アームストロング（アメリカ合衆国）[5]。14歳未満での登頂は認められていないが、アルゼンチン当局と交渉して特別に許可を得ている[5]。
- 2015年2月19日 -（最速登頂）カール・エグロフ。標高2850 mのオルコネスから7時間55分で登頂、往復11時間52分[6][7]。
- 2016年2月21日 - 肘先、膝先のない先天性四肢欠損症の総合格闘家カイル・メイナードが義手義足を使わずに登頂[8][9]。